# 2011학년도 대학수학능력시험
2011학년도 대학수학능력시험(2011 學年度 大學修學能力試驗, 2010년 수능)은 2010년 11월 18일에 시행된 대학수학능력시험이다. 2010년 11월 11일에 시행할 예정이었지만, 서울 G20 정상회의 개최 날짜와 겹치는 바람에 일주일 후인 2010년 11월 18일로 순연하였다. 지원자는 712,777명, 응시자는 668,339명으로 집계되었고, 성적은 12월 8일에 통지되었다.

## 기출문제
| 과목                | 문제 및 정답 | 문제 및 정답 | 비고 |
| ------------------- | ------------ | ------------ | ---- |
| 언어 영역           | ■            | ■            |      |
| 수리 영역           | 가형         | 나형         |      |
| 외국어 영역         | ■            | ■            |      |
| 사회탐구 영역       | ■            | ■            |      |
| 과학탐구 영역       | ■            | ■            |      |
| 직업탐구 영역       | ■            | ■            |      |
| 제2외국어/한문 영역 | ■            | ■            |      |

## 같이 보기
- 대학수학능력시험
  - 연도별 대학수학능력시험